# Opallionectes
Opallionectes andamookaensis
Genre
Espèce
Opallionectes est un genre fossile de plésiosaures de la super-famille des Plesiosauroidea. Selon Paleobiology Database en 2024, ce genre est resté monotypique et la seule espèce est l'espèce type Opallionectes andamookaensis.

## Historique
Le genre Opallionectes et l'espèce Opallionectes andamookaensis sont décrits en 2006 par le paléontologue australien Benjamin P. Kear (d),,.

### Fossiles

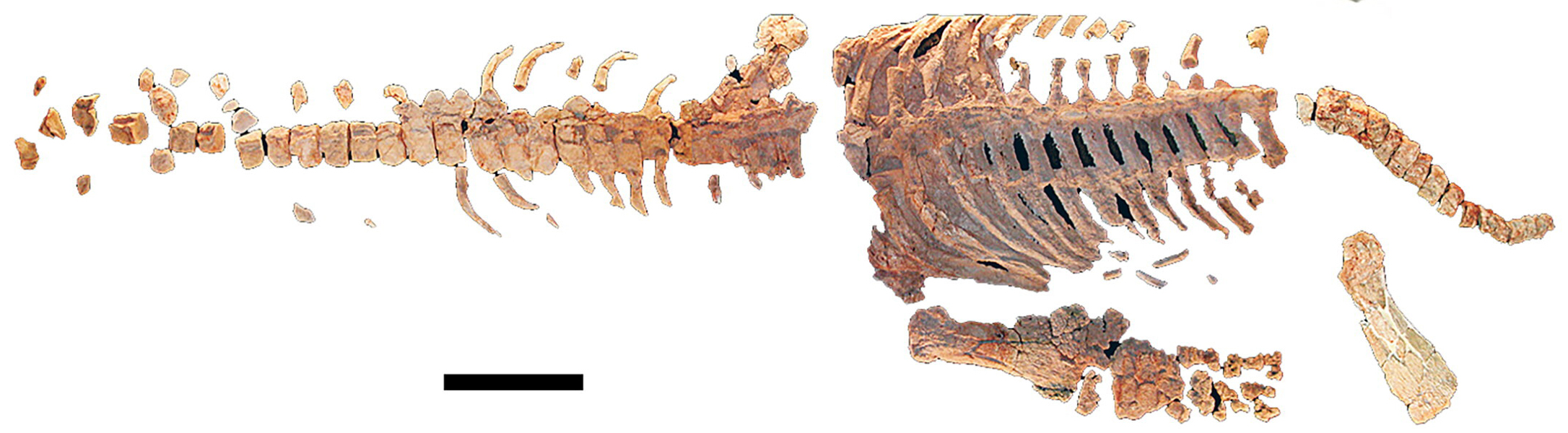
Squelette postcrânien partiel d'Opallionectes andamookaensis (SAMA P24560 ; holotype) en vue dorsale. Échelle = 30 cm.

Selon Paleobiology Database en 2024, ce genre Opallionectes a une seule collection référencée de fossiles. Cette collection est de l'Aptien inférieur à l'Albien du Crétacé inférieur, c'est-à-dire date de 121,4 à 100,5 Ma avant notre ère,.

### Répartition
Cette collection de fossiles est découverte au sud de l'Australie, en Australie-Méridionale.

### Famille
Ce genre Opallionectes est sans famille définie.

### Étymologie
Le nom de genre et d'espèce signifie le nageur d'opale d'Andamooka.

## Description
Opallionectes andamookaensis est le nom donné à un plésiosaure cryptoclidien de 5 m de long, qui aurait vécu au début du Crétacé (Aptien moyen inférieur), il y a 115 millions d'années, dans des mers peu profondes recouvrant ce qui est aujourd'hui l'Australie.
Un squelette partiel opalisé (comprenant des vertèbres, des côtes, des éléments de membres, des dents et des gastrolithes associés) de l'animal a été découvert dans une mine d'opale dans le schiste de Bulldog à Andamooka en Australie du Sud et décrit par Kear en 2006. 
Il avait de fines dents acérées en forme d'aiguilles similaires à celles des nothosaures et était probablement utilisé pour piéger de petites proies telles que des poissons et des calmars. Il est considéré comme une sorte de chaînon manquant entre les plésiosaures beaucoup plus anciens, vivant il y a 165 millions d'années, et ceux de la fin du Crétacé, il y a 66 millions d'années, entre lesquels il y avait un écart dans les archives fossiles. 

## Paléobiologie
L'analyse des structures sédimentaires, des fossiles, des données isotopiques et des modèles climatiques a montré que les Opallionectes vivaient dans une région caractérisée par des conditions climatiques saisonnières froides (peut-être proches du point de congélation) ; cela suggère que cet animal, comme d'autres plésiosaures trouvés dans les mêmes endroits (comme le petit Umoonasaurus), avait développé une sorte d'adaptation pour vivre dans les eaux glaciales, comme des migrations saisonnières ou un métabolisme élevé.

### Publication originale
- [2006] (en) Benjamin P. Kear, « Marine reptiles from the Lower Cretaceous of South Australia: elements of a high-latitude cold-water assemblage », Palaeontology, Université d'Uppsala, vol. 49, no 4,‎ 2006, p. 837-856 (DOI 10.1111/j.1475-4983.2006.00569.x).